# Grym szary
Grym szary (Sylvicapra grimmia) – gatunek ssaka z podrodziny antylop (Antilopinae) w obrębie rodziny wołowatych (Bovidae), jedyny przedstawiciel rodzaju grym (Sylvicapra) Ogilby, 1837, zaliczany do niewielkich antylop nazywanych dujkerami. Wyróżniono kilkanaście podgatunków gryma.

## Występowanie i biotop
Afryka Subsaharyjska. Zasiedla tereny trawiaste, zarośla i rzadkie lasy. Spotykany na terenach uprawnych.

## Charakterystyka
Długość ciała samic 90–115 cm, samców 70–105 cm, długość ogona 10–20 cm, wysokość w kłębie 39–68 cm; długość rogów 7,5–18 cm; masa ciała samic 10,3–26,3 kg, samców 9,7–22,4 kg, ubarwienie brązowe, z ciemną pręgą na głowie. Samcom wyrastają niewielkie, proste rogi. Grymy prowadzą nocny tryb życia, żyją samotnie lub w parach. Ciąża u tego gatunku trwa cztery miesiące, na świat przychodzi zwykle jedno młode.